# Scytalina
Scytalina is een monotypisch geslacht van straalvinnige vissen uit de familie van grondels (Scytalinidae). Het geslacht is voor het eerst wetenschappelijk beschreven in 1880 door Jordan & Gilbert.

## Soort
- Scytalina cerdale Jordan & Gilbert, 1880